# Georgios Kapellakis
Georgios Kapellakis es un deportista griego que compitió en natación adaptada. Ganó cinco medallas en los Juegos Paralímpicos de Verano en los años 2004 y 2008.

## Palmarés internacional
| Juegos Paralímpicos | Juegos Paralímpicos | Juegos Paralímpicos | Juegos Paralímpicos |
| Año                 | Lugar               | Medalla             | Prueba              |
| ------------------- | ------------------- | ------------------- | ------------------- |
| 2004                | Atenas (Grecia)     | Medalla de bronce   | 50 m espalda S2     |
| 2008                | Pekín (China)       | Medalla de oro      | 50 m libre S2       |
| 2008                | Pekín (China)       | Medalla de plata    | 100 m libre S2      |
| 2008                | Pekín (China)       | Medalla de bronce   | 200 m libre S2      |
| 2008                | Pekín (China)       | Medalla de bronce   | 50 m espalda S2     |